# Parafia św. Marcina Biskupa w Lipnikach
Parafia Świętego Marcina Biskupa w Lipnikach – parafia rzymskokatolicka, znajdująca się w diecezji opolskiej, w dekanacie Paczków.